# Oberschöntal
Oberschöntal (früher Ober-Schönthal) ist ein Weiler der Großen Kreisstadt Backnang im baden-württembergischen Rems-Murr-Kreis.

## Geographische Lage
Oberschöntal liegt rund zwei Kilometer westlich des Stadtzentrums auf einer Hochebene zwischen Krähenbach im Osten, Klöpferbach im Westen und Murr im Süden. Der kleine Ort ist von einem Weichbild aus Streuobstwiesen umgeben. Oberschöntal hat etwa 30 Hausnummern und fünf Straßen, die wichtigste ist die von Großaspach im Norden ins Murrtal im Süden führende, Lindauer Straße genannte K 1831. Der  Stromberg-Schwäbischer-Wald-Weg genannte Hauptwanderweg 10 des Schwäbischen Albvereins kreuzt diese in der Ortsmitte auf seiner einige rechte Seitentäler der Murr querenden Etappe zwischen Kirchberg an der Murr und Backnang.
Umliegende Ortschaften sind Schöntaler Hof (zu Aspach), Backnang, Germannsweiler, Erbstetten, Neuschöntal, Mittelschöntal und Unterschöntal. 

## Geschichte

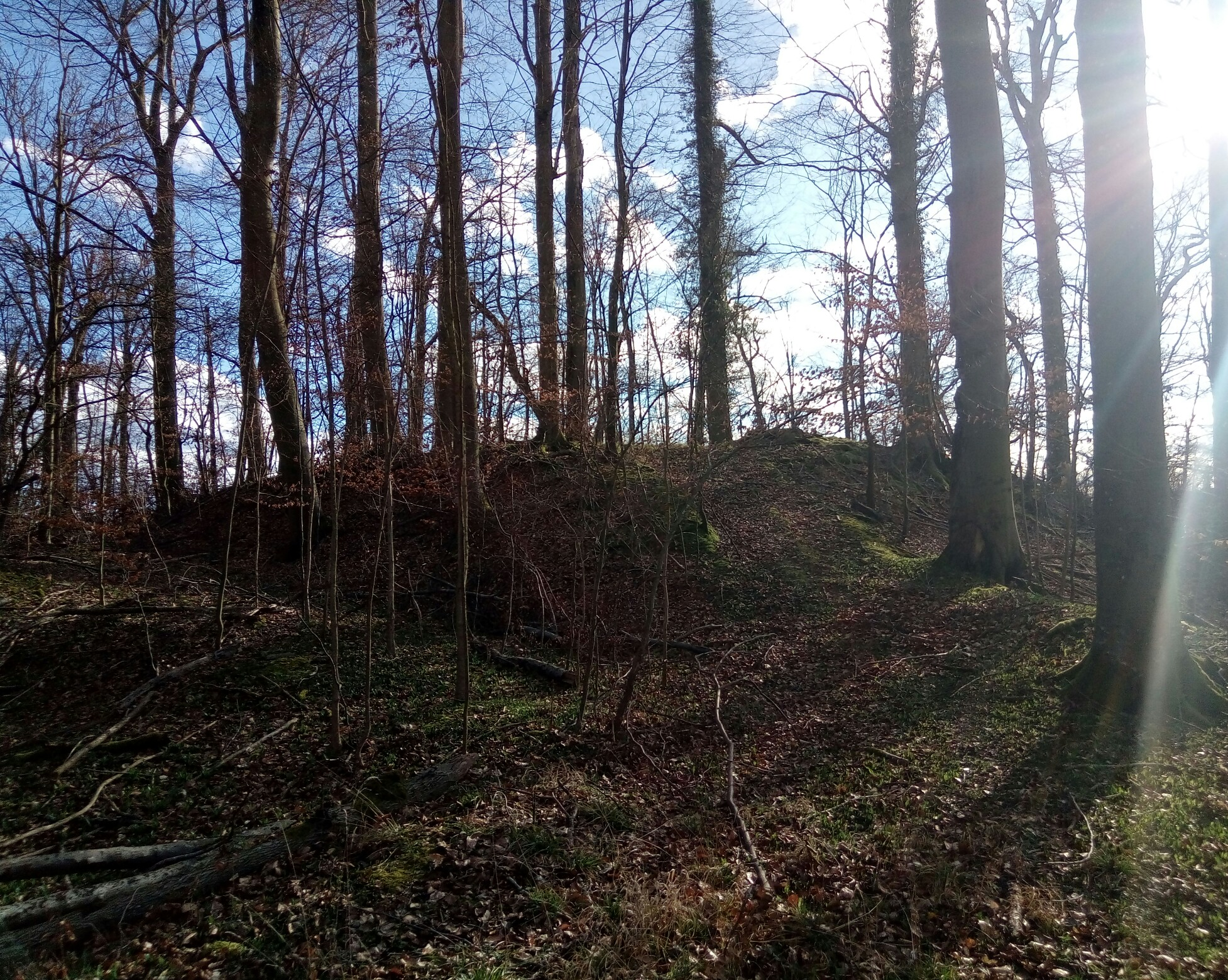
Alte Burgstelle im Wald Burgholz

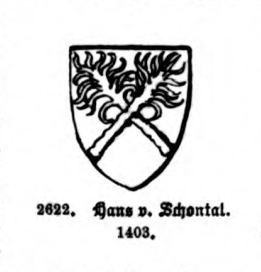
Wappen des Edelmanns Hans von Schöntal aus dem Jahr 1403

Erstmals urkundlich erwähnt wurde Oberschöntal in einer päpstlichen Urkunde aus dem Jahre 1247. Mit dieser Urkunde stellte Papst Innozenz IV. das Damenstift St. Johannes des Täufers in Oberstenfeld unter seinen Schutz und bestätigte den Besitz der Chorfrauen in zahlreichen Orten, so auch in Scontal. Oberschöntal ging wahrscheinlich aus einem Meierhof hervor, welcher der Versorgung der Schöntaler Burg diente. Über die Geschichte der Schöntaler Burg ist – wie bei den meisten Befestigungen im Rems-Murr-Kreis – so gut wie nichts mehr bekannt. Von dieser Burg sind auch keine oberirdischen Reste sichtbar. Lediglich ein Halsgraben hat sich als Bodendenkmal erhalten. Auch ist der ursprüngliche Name der Burg unbekannt. Möglicherweise saßen hier die Herren von Maubach. Diese Familie war mutmaßlich mit den Herren von Weissach und Reichenberg verwandt und besaßen viele Besitzungen an verschiedenen Orten. 1370 wird ein Ulrich von Maubach erwähnt, der Besitztümer an das Stift Backnang veräußerte. 
Nach einer anderen Ansicht, die von Otto von Alberti vertreten wurde, stammte der 1403 erwähnte Edelmann Hans von Schöntal aus Oberschöntal. 1480 wird noch die Edelfrau Verena von Schöntal in einer Spenderliste des Backnanger Stifts genannt. 
Im 16. Jahrhundert erschien Oberschöntal auf einer Karte von Georg Gadner. Später waren die Sturmfeder von Oppenweiler in Oberschöntal begütert. Die Sturmfeder traten ihren Hof im Weiler 1747 an Württemberg ab.

## Politik

### Schultheißen
Bis zur Eingliederung Oberschöntals nach Backnang hatte der Ort eigene Schultheißen. Diese waren zumeist wohlhabende Landwirte, die man auf Schwäbisch auch Bauraschultes (Bauernschultheiß) nannte. Erst 1930 wurde in Württemberg die Amtsbezeichnung Schultheiß für den Ortsvorsteher durch Bürgermeister ersetzt. Die Liste der Schultheißen ist unvollständig und die Amtszeiten sind teilweise unklar.
- um 1660: Veit Pfleiderer[5]
- 1712–1716: Johannes Pfleiderer[5]
- 1716–1721: Johann Jacob Pfleiderer[5]
- 1721–1763: Johannes Pfleiderer[5]
- 1763–1790: Johann Michael Pfleiderer[5]
- 1790–1835: Johann Friedrich Zwinck[5]

## Bilder aus Oberschöntal

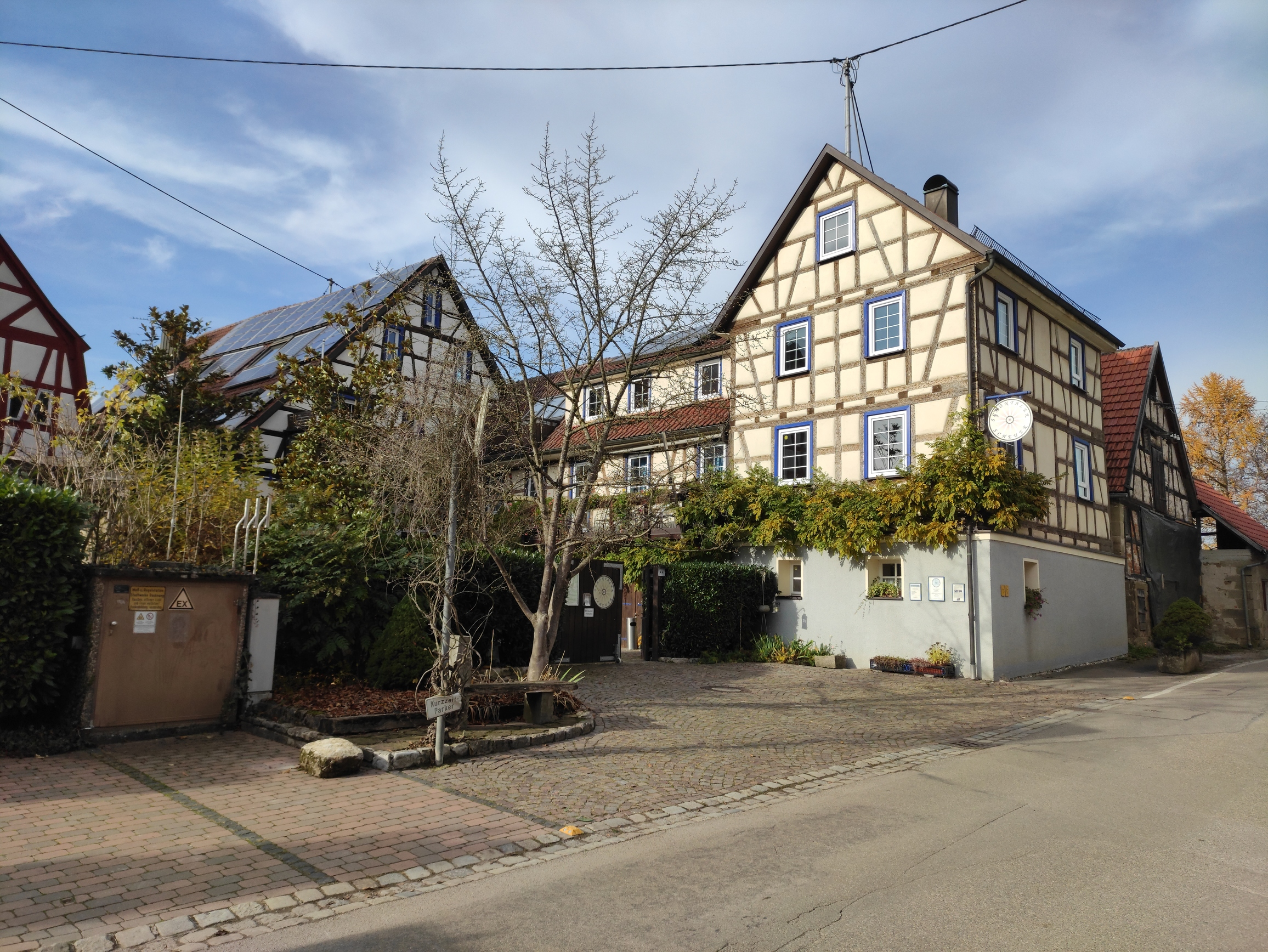
Schöntal-Forum
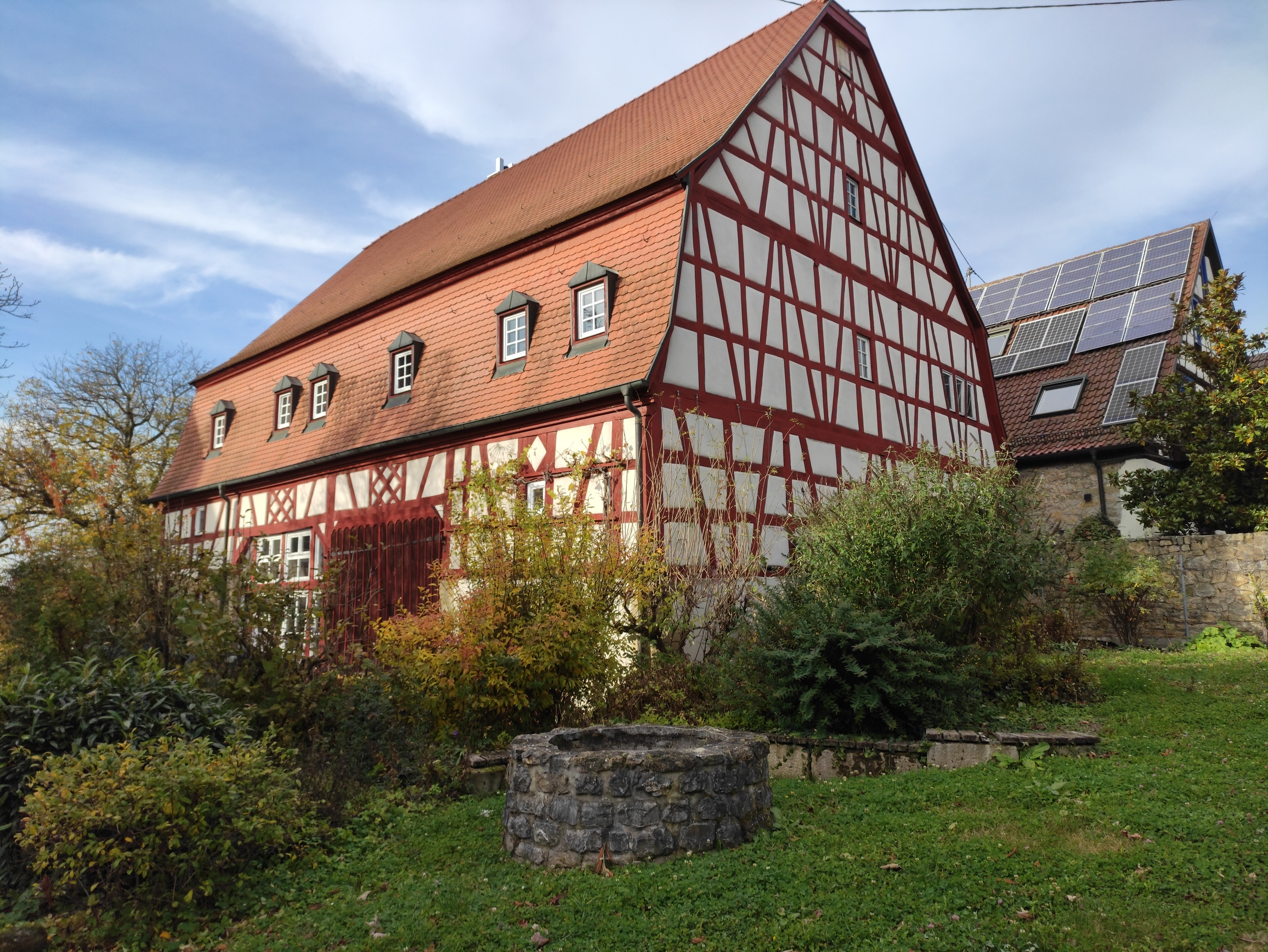
Historische Scheune
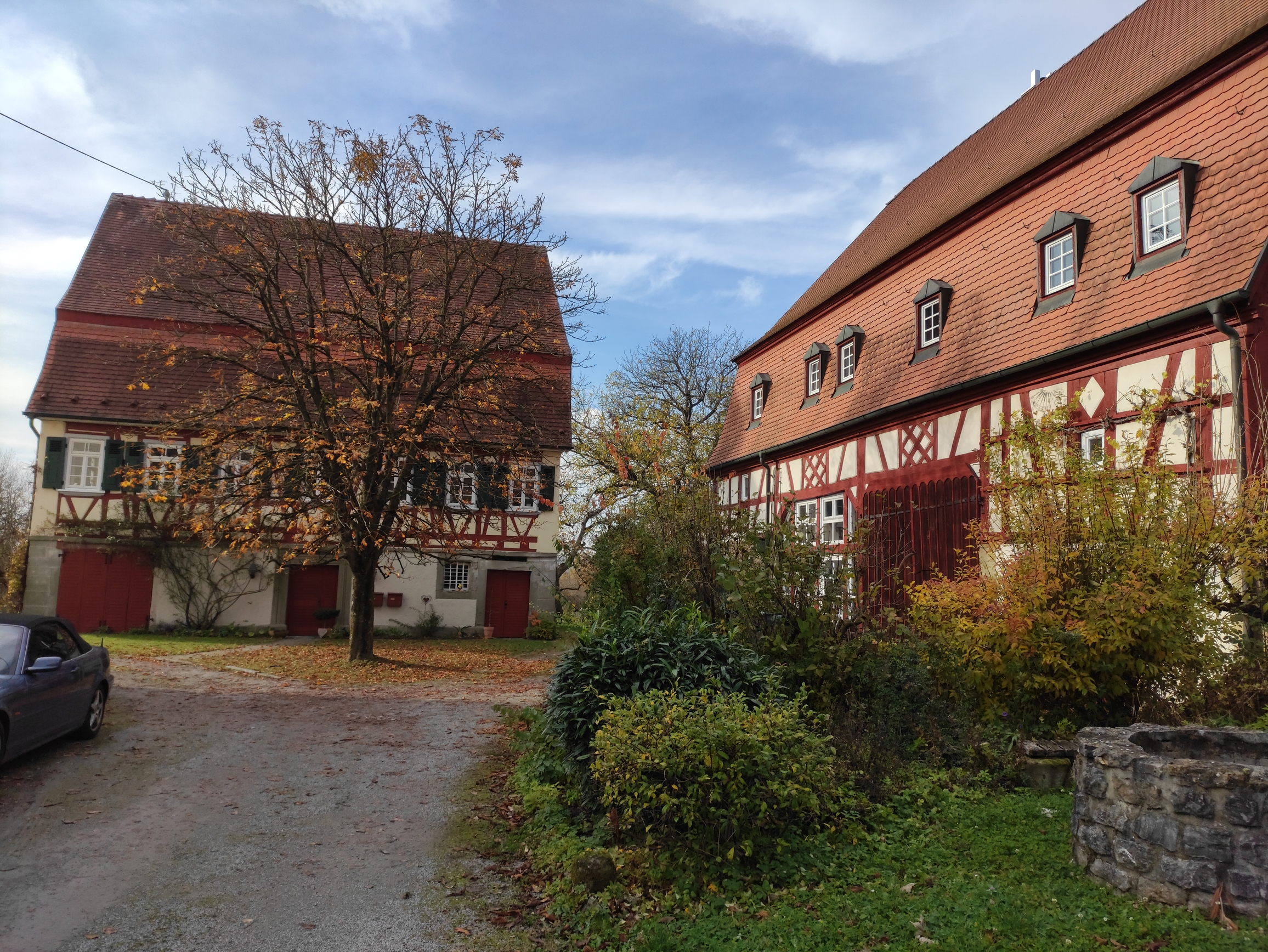
Altes Bauernhaus
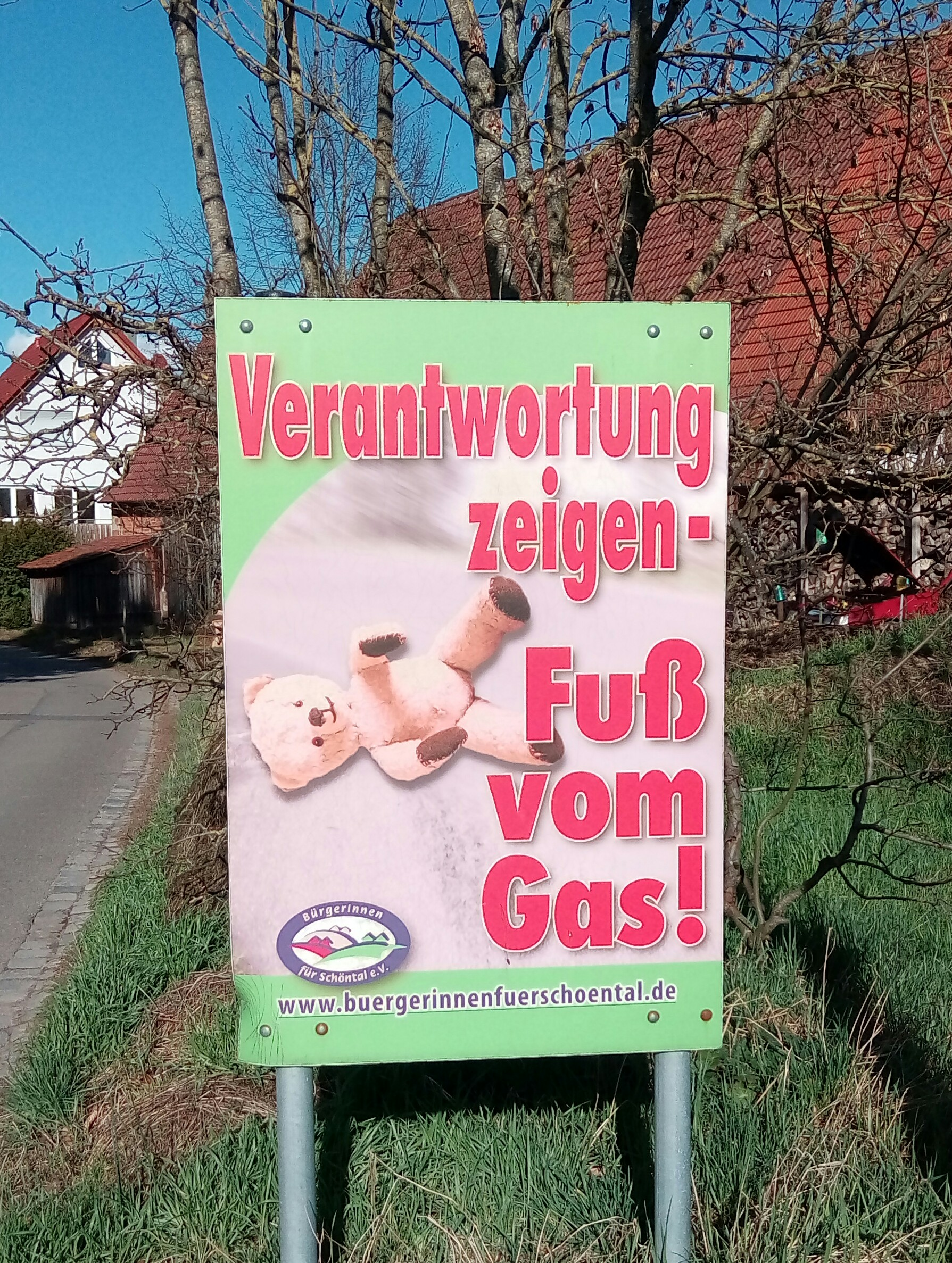
Protestschild der Bürger an der K 1831

## Vereinsleben
- Schöntal-Forum